# عقدة آل مصلي (القطن)

تعديل مصدري - تعديل

عقدة ال مصلي هي إحدى قرى عزلة القطن بمديرية القطن التابعة لمحافظة حضرموت، بلغ تعداد سكانها 74 نسمة حسب تعداد اليمن لعام 2004.